# Titi Kamal
Kurniaty Kamalia, más conocida por su nombre artístico como de Titi Kamal (nacida en Yakarta el 7 de diciembre de 1981) es una actriz de cine y de telenovelas y cantante indonesia. Con unos 169 cm, una de las mujeres de mayor estatura ha participado en películas como "Ada Apa dengan Cinta" y en telenovelas como "Cinta Anak Kampus" y "Chanda serta Pura-Pura Buta". Su nombre artístico de Titi Kamal, rebotó cuando interpretó "Jablai" un tema musical que fue un éxito. Debido a su compromiso como actriz, Titi solo cantó la canción específicamente para la película Mendadak Dangdut, y nunca interpretó ni cantó la canción para actuaciones en otros lugares.

## Biografía
Titi es la más joven de los cinco hijos, formada por la pareja H. Kamal Badri y Elly Rosniati, ambos procedentes de Palembang y Bengkulu. Durante su escuela en el "SMA 48" en Yakarta, Titi también entró a trabajar en el teatro.
Titi Kamal es la esposa de Christian Sugiono. Se casaron el 6 de febrero de 2009 en Perth, Australia. Finalmente, en mayo de 2013, las afirmaciones cristianas que su esposa estaba embarazada de su primer hijo, después de tener una larga espera.

## Portfolio

### Videoclip
- Jamrud - Puteri (1996)
- Iwa K - Malam Indah (1998)
- Neo - Tono Tini (2000)
- Dewa - Separuh Nafas (2001)
- Chrisye - Andai Aku Bisa (2001)
- Slank - I Miss U But I Hate U (2002)
- Mr. TV - Terbayang (2002)
- Iwan Fals - Aku Bukan Pilihan (2003)
- Iwan Fals - Senandung Lirih (2003)
- Marcel - Mendendam (2005)
- Rossa - Hati Yang Kau Sakiti (2009)

### Anuncio
- ABC Tea (1997)
- Permen Tanggo (1997)
- Coca-cola ( 1997)
- Biskuit Timtam (1999 & 2007)
- Tissue Paseo (1999)
- Sangobion (2000)
- La Tulipe
- Shampo Pantene (2004-2005)
- Mie Sedap (2007)
- Indosat IM3 (2007)
- Makarizo (2008)
- Love Juice (2009)
- Homy Ped (2009)
- Sanken (2010)
- Ultima II (2010)
- Sunsilk Black Shine (2011)
- LINE presents Ada Apa dengan Cinta? 2014 (2014)
- Minimal (2017)

### Telenovelas
- Bolak Balik Sip (1996)
- Kasmaran (1997)
- Janji Hati (1998)
- Cerita Cinta (1999)
- Kembang Padang Kelabu (2000)
- Lilin Kecil (2002)
- Gibah – kiram
- Cinta Anak Kampus (2003)
- Chanda (2004)
- Pura-Pura Buta (2005)
- Hantu Jatuh Cinta (2005)
- Pembantu Milyarder (2007)
- Muslimah (2008)
- Jiran (2008)
- Baghdad (2009)
- Gara-Gara Bandel (2010)
- Tito & Naila (2012)
- Lara (2013)
- Emak Ijah Pengen ke Mekah (2014)
- Tukang Ojek Pengkolan (2016)
- Cinta Dan Kesetiaan (2017)

### Filmografía
- Tragedi (2001)
- Ada Apa dengan Cinta? (2002)
- Eiffel I'm in Love (2003)
- Mendadak Dangdut (2006)
- Tipu Kanan Tipu Kiri (2006)
- D.O - Drop Out (2008)
- Tri Mas Getir (2008)
- Tipu Kanan Tipu Kiri (2008)
- Doa Yang Mengancam (2008)
- Barbi3 (2008)
- Sule, Ay Need You (2012)
- Ada Apa dengan Cinta? 2014
- Ada Apa dengan Cinta? 2 (2016)
- Shy Shy Cat (2016)
- Hangout (2016)
- Demi Cinta (2017)
- Insya Allah Sah (2017)
- DOA (Doyok-Otoy-Ali Oncom): Cari Jodoh (2018)

### FTV
- Sambel Cinta Bang Samson

### Presentaciones
- Juara pertama Cover Girl Aneka, 1997
- Nominasi Aktris pendatang baru terpuji dari Forum Film Bandung (FFB) Thn 2002, (mini seri ‘Lilin Kecil’)
- Nominasi 10 artis berbusana terbaik bulan Februari 2002
- Model Terbaik dalam Videoklip dari MTV Music Awards 2002, (Slank - I Miss U But I Hate U)
- Cewek berkarakter 2003, versi majalah Aneka Yess
- Aktris pendukung terfavorit versi MTV Movie Awards 2004 (dalam Eiffel I’m In Love)
- Aktris pendukung terfavorit versi Cinemags Movie Awards 2005 (dalam Eiffel I’m In Love)
- Aktris terpuji dari Festival Film Bandung (FFB) 2005 (untuk sinetron Chanda)
- Pemeran Wanita Terbaik MTV Movie Awards 2006
- Nominasi Aktris Utama Terbaik, Piala Citra Festival Film Indonesia 2006 (dalam film Mendadak Dangdut)
- Pasangan Terbaik Indonesian Movie Awards 2007 (bersama Kinaryosih)
- Pasangan Terfavorit Indonesian Movie Awards 2007 (bersama Kinaryosih)
- Aktris Penyanyi Terbaik dalam Indonesian Movie Awards 2007 (dalam film Mendadak Dangdut)

### Álbumes
- Mendadak Dangdut - 2006
- Lebih Baik Sendiri - 2009

### Sencillos
- Jatuh Cinta (2010)
- Sendiri (2011)